# Pablo Fonseca
Pablo Javier Fonseca Vaca (12 de noviembre de 1992-12 de junio de 2018), más conocido como Pablo "La Bala" Fonseca, fue un piloto de motociclismo ecuatoriano que ganó varios campeonatos en el motocross a nivel nacional e internacional.
Fonseca nació en noviembre de 1992, fue hijo de Pablo Fonseca López, quien le inculcó el amor al deporte. Cuando falleció, tenía una hija de 6 años.
La Bala presuntamente estuvo compitiendo en unas carreras  de motos clandestinas en Babahoyo, cuando se accidentó el 10 de junio de 2018, impactando contra un niño de 17 años de edad quien falleció en el acto. Fue trasladado a una clínica privada de la ciudad donde permaneció en cuidados intensivos hasta el 12 de junio cuando falleció a la edad de 25 años.